# Lepidosperma chinense
Lepidosperma chinense là loài thực vật có hoa trong họ Cói. Loài này được Nees & Meyen ex Kunth mô tả khoa học đầu tiên năm 1837.